# Asticta alfacaria
Asticta alfacaria là một loài bướm đêm trong họ Erebidae.